# Вибух в аеропорту Домодєдово (2011)

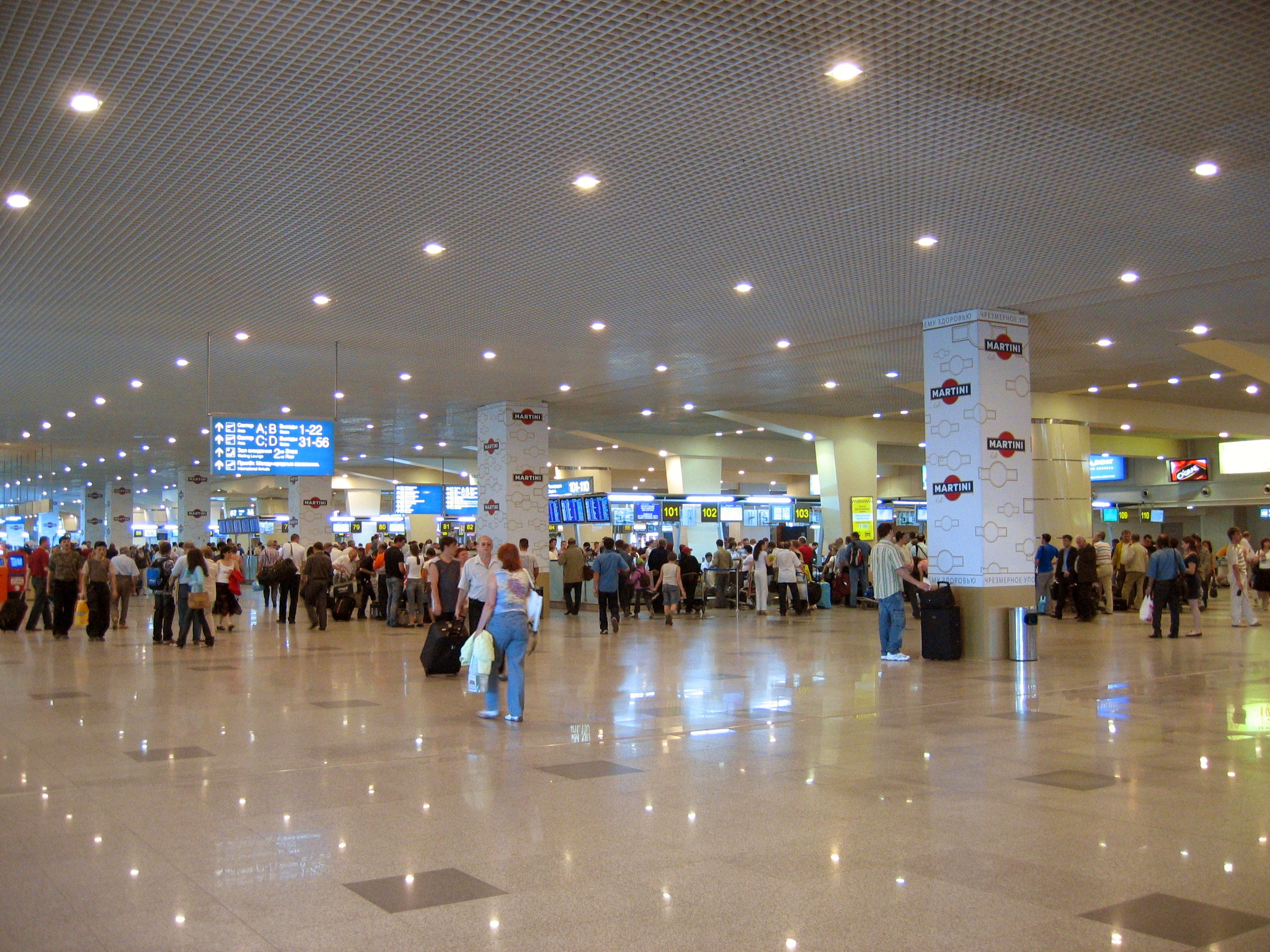
Пасажирський термінал аеропорту

Вибух в аеропорту «Домодєдово» — вибух (за іншими даними — два вибухи), імовірно здійснений терористом-смертником (за іншою інформацією, бомба була в сумці) в московському аеропорту «Домодєдово» в залі міжнародних прильотів 24 січня 2011 року о 16:32 у натовпі зустрічаючих.
За деякими свідченнями смертником був чоловік років 30-35 арабської зовнішності. За секунду до вибуху він вигукнув «Я вас всіх вб'ю!» Після чого підірвав себе. Загинули 36 осіб, постраждали 169.

## Хроніка подій
- 24 січня 2011 року о 16:32 у московському аеропорту Домодєдово пролунав вибух, є потерпілі, про це повідомляють «РИА Новости», посилаючись на слова співробітника аеропорту.

За даними агентства, в зоні видачі багажу спостерігається сильне задимлення. Звідти вивели двох поранених. Вихід із зони прильоту перекритий, людей виводять через додатковий вихід. Ніяких оголошень по гучному зв'язку не проводиться.
Користувачі сервісу мікроблогів Twitter з посиланням на очевидців повідомляють, що в аеропорту багато жертв.
- Станом на 20 годину відомо: кількість постраждалих під час теракту в аеропорту Домодєдово, у понеділок, зросла до 152 осіб, з них 58 госпіталізовано, сказано в повідомленні МНС РФ.

Раніше Міністерство здоров'я і соціального розвитку повідомляло про 130 постраждалих.
«Близько 16:30 в аеропорту Домодєдово стався вибух, в результаті якого загинула 31 людина, 58 осіб госпіталізовано, 94 постраждалим допомога надана амбулаторно», — йшлося у повідомленні МНС.
Після вибуху в аеропорту працювало 138 осіб і 34 одиниці техніки, 11 психологів Центру екстреної психологічної допомоги МНС Росії.
Згідно зі списком МНС, до столичних лікарень госпіталізовано 37 людей, у тому числі шість — до МКЛ 7, п'ять — до МКЛ 68, чотири — до МКЛ 13, чотири — МКЛ 12, чотири — МКЛ 64, п'ять — до НДІ ім. Н. В. Скліфосовського, чотири — до МКЛ 1 ім. Н. І. Пирогова, дві людини — до МКЛ 31, чотири (всі у тяжкому стані) — до МКЛ № 79, одна особа — у лікарню № 83 ФМБА (всього 39).
Крім того, вісім постраждалих доставлені у ЦРЛ Домодєдово і ще 11 — у лікарню у Видному (всього 19).
Джерело «РИА Новости» у силових структурах Росії повідомило, що терорист пройшов до залу для тих, хто чекає прильоту в міжнародну зону і перебував у щільному натовпі людей, тому багато хто отримав важкі травми. Бомба, за попередніми даними, була начинена металевими вражаючими елементами.
Порушено кримінальну справу за статтею теракт. За підозрою у причетності до підготовки теракту в Домодєдово в розшук оголошено троє чоловіків. Джерело в правоохоронних органах повідомило, що терорист-смертник, що запустив вибуховий пристрій в Домодєдово, ймовірно, є вихідцем із Північного Кавказу.
Міністерство закордонних справ України перевіряє, чи є серед постраждалих і загиблих в результаті вибуху в Домодєдово українці. Державна авіаційна служба України наразі не вживає додаткових заходів для безпеки у вітчизняних аеропортах після вибуху в московському аеропорту.
Жертвою терористичного акту стала громадянка України — драматург, поет Ганна Яблонська, яка прибула рейсом з Одеси для отримання премії журналу Мистецтво кіно, якої вона була визнана гідною в 2010 році.
29 січня 2011 року Слідчий комітет РФ встановив особу смертника, що здійснив вибух: ним був 20-річний уродженець Північного Кавказу

## Жертви
За даними МНС Росії, серед 36 загиблих є громадяни країн:
- Росія — 27;
- Таджикистан — 3;
- Австрія — 2;
- Велика Британія — 1;
- Узбекистан — 1;
- Німеччина — 1;
- Україна — 1;